# Andreas K. Engel
Andreas Karl Engel (* 1961 in Villingen) ist ein deutscher Hirnforscher.

## Leben
Andreas Engel legte 1979 am Hindenburg-Gymnasium Trier das Abitur ab und studierte von 1979 bis 1982 Medizin an der Universität des Saarlandes in Homburg. Von 1982 bis 1986 setzte er das Studium der Medizin an der Technischen Universität München fort und war gleichzeitig von 1983 bis 1987 am Max-Planck-Institut für Psychiatrie tätig. Er wurde mit der Arbeit Veränderungen der Isoenzyme der Acetylcholinesterase während der Regeneration von Motorneuronen promoviert und studierte anschließend von 1987 bis 1990 Philosophie an der Johann Wolfgang Goethe-Universität Frankfurt am Main. Von 1987 bis 2000 war Engel als wissenschaftlicher Mitarbeiter, später als Arbeitsgruppenleiter und Heisenberg-Stipendiat der Deutschen Forschungsgemeinschaft  DFG in der Abteilung Neurophysiologie am Max-Planck-Institut für Hirnforschung tätig.
Mit der Schrift Zeitliche Kodierung in neuronalen Netzen. Evidenz für kohärente Aktivität im Sehsystem habilitierte er sich 1995 an der Universität Frankfurt für Physiologie. Von 2000 bis 2002 leitete Engel die Arbeitsgruppe „Zelluläre Neurobiologie“ am Forschungszentrum Jülich. Im Jahr 2002 schloss er bei der Ärztekammer Nordrhein in Düsseldorf die ärztliche Weiterbildung als Facharzt für Physiologie ab.
2002 wurde Engel als Direktor an das Institut für Neurophysiologie und Pathophysiologie des Universitätsklinikums Hamburg-Eppendorf (UKE) berufen. Seit 2008 ist er Mitglied der Akademie der Wissenschaften in Hamburg. Seit 2011 leitet Engel gemeinsam mit Christian Gerloff (Neurologie UKE) den durch die DFG geförderten Sonderforschungsbereich 936 „Multi-Site Communication in the Brain“.
2023 wurde er zum Mitglied der Academia Europaea gewählt.

## Forschungsthemen
Engel wurde bekannt durch seine Arbeiten zum Bindungsproblem. Gemeinsam mit Wolf Singer und anderen Wissenschaftlern am Max-Planck-Institut für Hirnforschung konnte er zeigen, dass die Synchronisation neuronaler Signale grundlegende Bedeutung für die Integration von Information im Gehirn besitzt. Die Forschungsarbeiten von Engel und seiner Gruppe zeigen, dass neuronale Synchronisationsprozesse für Wahrnehmung, Aufmerksamkeit und sogar die Entstehung von Bewusstsein wichtig sind. Ferner kommt ihnen Bedeutung für die Integration von Signalen zwischen verschiedenen Sinneskanälen sowie zwischen sensorischen und motorischen Systemen zu. Aktuelle Forschungsarbeiten im Institut von Engel befassen sich mit der Neurobiologie von Wahrnehmung und Bewusstsein, mit den neuronalen Mechanismen der intermodalen und sensomotorischen Integration sowie mit Störungen neuronaler Integrationsmechanismen bei neurologischen und psychiatrischen Erkrankungen wie z. B. der Parkinson-Krankheit oder der Schizophrenie.

## Auszeichnungen
- 1995–2000 Heisenberg-Stipendium der Deutschen Forschungsgemeinschaft
- 1997–1998 Daimler-Benz Fellowship am Wissenschaftskolleg zu Berlin
- 2008 Wahl zum ordentlichen Mitglied der Akademie der Wissenschaften in Hamburg
- 2011–2016 Verleihung eines ERC Advanced Grant durch das European Research Council (zusammen mit P. König, Universität Osnabrück)

## Publikationen (Auswahl)
- Veränderungen der Isoenzyme der Acetylcholinesterase während der Regeneration von Motorneuronen. Dissertation. 1987.
- Zeitliche Kodierung in neuronalen Netzen. Evidenz für kohärente Aktivität im Sehsystem. Habilitationsschrift. Lit, Münster 1996, ISBN 3-8258-2573-6.
- mit Wolf Singer: Neuronale Grundlagen der Gestaltwahrnehmung. In: Spektrum der Wissenschaft. Dossier 4/97: Kopf und Computer. Spektrum Akademischer Verlag, Heidelberg 1997, S. 66–73.
- mit Peter Gold (Hrsg.): Der Mensch in der Perspektive der Kognitionswissenschaften. Suhrkamp, Frankfurt am Main 1998, ISBN 3-518-28981-0.
- mit Peter König: Das neurobiologische Wahrnehmungsparadigma: eine kritische Bestandsaufnahme. In: Peter Gold, Andreas K. Engel (Hrsg.): Der Mensch in der Perspektive der Kognitionswissenschaften (= stw. 1381). Suhrkamp, Frankfurt 1998, S. 156–194.
- mit P. Fries und W. Singer: Dynamic predictions: oscillations and synchrony in top-down processing. In: Nature Reviews Neuroscience. 2, 2001, S. 704–716. PMID 11584308.
- mit W. Singer: Temporal binding and the neural correlates of sensory awareness. In: Trends in Cognitive Sciences. 5, 2001, S. 16–25. PMID 11164732.
- mit Stefan Debener und Cornelia Kranczioch: Good vibrations. In: Gehirn & Geist. 11/2005, S. 24–31.
- Neuronale Grundlagen der Merkmalsintegration. In: Hans-Otto Karnath, Peter Thier (Hrsg.) Neuropsychologie. 2. Auflage. Springer, Heidelberg 2006, S. 55–65.
- mit M. Siegel, T. H. Donner, R. Oostenveld und P. Fries: Neuronal synchronization along the dorsal visual pathway reflects the focus of spatial attention. In: Neuron. 60, 2008, S. 709–719. PMID 19038226.
- mit T. H. Donner, M. Siegel und P. Fries: Build-up of choice-predictive activity  in human motor cortex during perceptual decision making. In: Current Biology. 19, 2009, S. 1581–1585. PMID 19747828.
- mit J. F. Hipp und M. Siegel: Oscillatory synchronization in large-scale cortical networks predicts perception. In: Neuron. 69, 2011, S. 387–396. PMID 21262474.
- mit G. Supp, M. Siegel und J. F. Hipp: Cortical hypersynchrony predicts breakdown of sensory processing during loss of consciousness. In: Current Biology. 21, 2011, S. 1988–1993. PMID 22100063.
- mit M. Siegel und T. H. Donner: Spectral fingerprints of large-scale neuronal interactions. In: Nature Reviews Neuroscience. 13, 2012, S. 121–134. PMID 22233726.
- mit J. F. Hipp, D. Hawellek, M. Corbetta und M. Siegel: Large-scale cortical correlation structure of spontaneous oscillatory activity. In: Nature Neuroscience. 15, 2012, S. 884–890. PMID 22561454.
- mit A. Maye, M. Kurthen und P. König: Where‘s the action? The pragmatic turn in cognitive science. In: Trends in Cognitive Sciences. 17, 2013, S. 202–209. PMID 23608361.
- mit C. Gerloff, C. Hilgetag und G. Nolte: Intrinsic coupling modes: multiscale interactions in ongoing brain activity. In: Neuron. 80, 2013, S. 867–886. PMID 24267648.
- Marina Fiene, Bettina C. Schwab, Jonas Misselhorn, Christoph S. Herrmann, Till R. Schneider, Andreas K. Engel: Phase-specific manipulation of rhythmic brain activity by transcranial alternating current stimulation, Brain Stimulation, Volume 13, Issue 5, 2020, Pages 1254-1262, doi:10.1016/j.brs.2020.06.008.